# Dark pop
Dark pop es un género musical que surgió en la década de los 70, como una variación del punk, y que, a finales de la década de 2010, ganó notoria popularidad. El estilo se caracteriza por canciones que mezclan acordes "alegres" con tonos más melancólicos, siendo interpretados más por jóvenes llenos de vida, pero que cantan sobre desamor, tristeza y temas relacionados con la muerte. La principal artista relacionada con el género es Lana Del Rey, aunque ya ha sido adoptada por cantantes como Melanie Martinez, King Princess, Ellise, MUNA y Pabllo Vittar.